# Гірнича промисловість Монголії
Гірнича промисловість Монголії

## Загальна характеристика
Сучасна гірн. пром-сть починає розвиватися з 40-х рр. XX ст., коли були побудовані у 1943-48 вольфрамові рудники «Туменцогт», «Буренцогт», «Югодзирь» і у 1946 розпочато видобуток флюориту. В 1950-60 рр. підприємством «Монгол-нафта» проводився видобуток нафти. У 1970-1980-і рр. побудовані і введені в експлуатацію золоті копальні «Толгойт», «Іх-Алт», «Джаргалант», олов'яна копальня «Модото», флюоритові рудники «Хаджі-Улан», «Хар-Айраг», «Дзунцагандел», «Чулутцагандел», «Бор-Ундур», великий ГЗК «Ерденет», вугільний розріз «Баганур», ряд підприємств по видобутку нерудної мінеральної сировини для буд. індустрії («Хутур», «Шарин-Гол», «Сонтіно» і інш.), флюоритовий ГЗК «Керулен». В цей час налагоджено виробництво мідних, молібденових, олов'яних і флюоритових концентратів, золота, розширено видобуток флюориту, вугілля, будматеріалів. Обсяг продукції гірничорудної галузі в другій половині XX ст. різко збільшився. Тільки з 1970 по 1983 частка гірн. промисловості у ВВП зросла з 0,4 до 17,8%. Сформувалися вугільна, гірничорудна, гірничо-хімічна галузі та підгалузь нерудних буд. матеріалів. Частка мінеральної сировини в загальному обсязі експорту в останні десятиліття XX ст. зросла до 40%.
Уряд Монголії продовжує проведення політики стимулювання іноземних інвестицій в мінерально-сировинний сектор економіки, які в 1999 р. досягли 145 млн дол. Продукція сектора забезпечує 40% в надходженнях від всього експорту [Mining J. — 2000. — 334, 8572. — Р. 176]. Здійснюється програма приватизації середнього класу компаній, але гірничозбагачувальний комплекс Ерденет (Erdenet) протягом найближчих 5 років до продажу не планується.
У 2001 р. в гірничодобувному секторі Монголії створено 8,5% ВВП, він сприяв 49,8% промислового виробництва і забезпечив 49,85% експортних продуктів. Бл. 85% мінерального експорту складає мідь і молібденові концентрати. В цьому секторі домінує компанія Erdenet Mining Corp., яка є монгольсько-російським СП [Mining Annual Review 2002].

## Окремі галузі
Нафта в Монголії була виявлена в 1951, після чого в Сайн-Шанда — місті на півд.-схід від Улан-Батора, недалеко від кордону з Китаєм, був побудований нафтопереробний завод. В 1970-і роки видобуток нафти припинився.
Видобуток вугілля в кінці XX ст. здійснювався на 15 підприємствах і сягав 6,5 млн т, в тому числі бурого вугілля 5,7 млн т, або 88%, з них 5,4 млн т було видобуто на трьох розрізах «Шарин-Гол», «Багануур», «Адунчулун» і шахті «Налайха». Бл. 92% вугілля добувається відкритим способом. Глибина розробки — до 150 м, на дрібних кар'єрах — 30 м. Використовуються екскаватори, автосамоскиди і залізничний транспорт; при підземному видобутку — очисні механізов. комплекси, конвеєри, електровози.
Основними вугледобувними підприємствами на початку XXI ст. (2002) є розрізи «Багануур» (Baga Nuur, проектна потужність 6 млн т/рік) та «Шарингол» (Shariyn Gol, 2 млн т/рік). Перспективи пов'язують з освоєнням Тавантолгійського родов. (Південно-Гобійський аймак) запаси якого становлять 6300 млн т., в тому числі коксівного 1800 млн т. Розмір родовища 22х(2-7,5) км. Загальна товщина вугленосної товщі в центрі Тавантолгійської синкліналі 965 м. У вугленосній світі 16 пластів вугілля робочої потужності 2-74,9 м. Сумарна робоча їх потужність 165 м.
У 2001 р видобуто близько 5 млн т вугілля, переважно бурого, яке використовується в теплоенергетиці. Два найбільші рудники — Baga Nuur і Shariyn Gol. Металургійне вугілля різних марок добувають в кількості 50-170 тис.т/рік [Mining Annual Review 2002].
Вольфрам. Видобуток вольфрамових руд і виробництво вольфрамового концентрату розпочато в 1943 і базувалося на багатих рудах дрібних жильних родов. «Туменцогт» (1943–1958), «Буренцогт» (1947–1980), «Югодзирь» (1948–1955), «Іх-Хайрхан» (1961–1972). Перспективи пов'язуються з жильними родов. Кизилтау, Кобдогол і інш., розташованих в горах Монгольського Алтаю.
Золото. Видобуток золотих руд в М. з давніх часів здійснювався старателями в різних р-нах. В XX ст. працювали копальні в бас. р. Іро-Гол (1901–1919) на ділянках Терелджі (Півн. Хентей), Цаганчулуту (1907–1916) в Прихубсугуллі і в р-ні Боро (ЗФ з 1942), в долині Іро-Гол (1926–1929), на копальні «Толгойт»(1939–1942), у високогірному р-ні Монгольського Алтаю, копальня на базі розсипів Ара-Чулут і Бухта в Баян-Хонгорському аймаку (1939–1953 і з 1995). Перспективи видобутку золота пов'язані з виявленням нових розсипів і освоєнням корінних родовищ.
У 1999 р. видобуток Au в країні перевищив 10 т. За 1992–2001 рр в Монголії видобуто 65.5 т золота, з щорічним виробничим прирощенням від 800 кг до більш ніж 11 т/рік на початку XXI ст. Уряд заохочує розширення сектора золотовидобутку — жили Тосон (Toson) і Байбгол (Bayabgol), корінні родовища в Бору (Boroo) і Тевм (Tavm) та інші [Mining Annual Review 2002].
У Boroo, який розміщується близько 120 км на північ Від Улан-Батора, компанія SRK Consulting контролює оцінені запаси золота в 10.7 млн т руди з сер. вмістом 3.3 г/т Au.
Один з перспективних проектів — Ivanhoe Mines Ltd's Turquoise Hill (Oyu Tolgoi) — локалізується в південній частині Пустелі Гобі за 650 км на південь від Улан-Батора (Ulaan Baatar). Тут відкрите золото-мідне порфірове родовище. Запаси руди — 821 млн т з сер. вмістом 0,38% Cu і 0.51 г/т Au. ГРР виконувалися за участі компанії BHP (тепер BHP Billiton) в 1990. Мідно-молібденова руда, знайдена в Горі Скарбів (Ерденетійн овоо) привела до створення гірничо-збагачувального комбінату, навколо якого було побудовано місто Ерденет.
Видобуток мідно-молібденових руд розпочато в 1978 (ГЗК «Ерденет»). Підприємство розробляє велике штокверкове родов. Ерденетійн-Обо відкритим способом із застосуванням буропідривного методу. Проектна глибина кар'єра 300–600 м. Гірничо-транспортне обладнання: екскаватори, самохідні верстати шарошечного буріння, бульдозери на пневмоколісному ходу, самохідні установки для заряджання і забійки вибухових свердловин, автосамоскиди. Збагачення руд на основі флотації. Щорічне виробництво мідного концентрату — 450–480 тис. т (27% Cu) і щорічне виробництво молібденового концентрату (50% Mo) — 2,8 тис.т. Крім монголо-російського СП Erdenet Mining Corp. в цій галузі працюють Erdmin Co. Ltd., Co. Investment AG, Timur Mineral Mongolia Ltd., Mongolian company Nomin House Ltd.
Видобуток розсипних олов'яних руд здійснювався в 1949–1955 і з 1973 на копальні Модото. В 90-х роках копальня реконструйована.
Цинк. В планах уряду М. на 2001/04 розвиток цинкового родовища Тамарті (Tumurtie).
Фосфорити. Біля озера Хубсугул у XX ст. виявлені гігантські поклади фосфоритів і навіть почався їх видобуток, однак незабаром, через міркування екології всі роботи були зведені до мінімуму.
Видобуток гірничохімічної сировини включає розробку родов. флюориту, кухонної і глауберової солей. М. дає 5% світового видобутку флюориту. Його добувають з 1946 (рудний р-н Берх). В 1990-х роках працювали рудники «Берх», «Хаджі-Улан», РЕП, «Хар-Айраг», «Бор-Ундур» та «Дзунцагандел» (об'єднані в ГЗК «Керулен») і «Чулутцагандел». Розробка родов. (загалом бл. 12) ведеться підземним і відкритим способами. Потужність окр. кар'єрів і шахт 10-400 тис.т руди на рік. Глибина кар'єрів 30-90 м, шахт 50-350 м. Осн. системи розробки на рудниках — з магазинуванням руди, підповерховим обваленням. Виїмка здійснюється буропідривним способом, відкатка і транспортування до стовбура шахти — акумуляторними електровозами. Виїмка руди в кар'єрах — за допомогою буропідривних робіт, застосовують автосамоскиди та екскаватори.
Флюорит. У 2001 р флюорит забезпечує 12% мінерального експорту Монголії. Видобуток руди становить 750 тис.т/рік. Основний видобуток (98%) забезпечує монголо-російське СП «Монголросцвєтмєт» (Mongolrostsvetmet Corp. (Monros)) [Mining Annual Review 2002]. Забезпеченість загальними і підтвердженими запасами при рівні виробництва 1997 р. складає, відповідно (років) — 170 і 90.
Видобуток кухонної і глауберової солі проводиться відкритим способом в невеликих обсягах на дек. родов. озерного типу. Найбільші — Сангійндалай у Сх. М. і Гурвантес у Півд. М.
Видобуток нерудних будівельних матеріалів в пром. масштабах було розпочато в 1950-1970-х рр. на базі розвіданих запасів понад 160 родовищ. В кінці XX ст. функціонувало бл. 90 підприємств. Найбільші кар'єри: «Дархан» (вапняковий і піщано-гравійний), «Найрамдав» (цегельних і керамічних глин), «Сонгіно» (інертних матеріалів), «Хутул» (вапняковий), «Елстуйн-Гол» (буд. і скляних пісків). З 1982 добуваються базальти і доломіт, перліт, польовий шпат, природні пігменти для мінеральних фарб. Видобуток дорогоцінних і виробних каменів в М. ведеться в обмежених масштабах. Обробка каменів і виготовлення ювелірних виробів проводиться на гранильній ф-ці в м. Улан-Батор.
Підземні води в умовах М. мають особливе значення, оскільки значна (південна) частина її тер. позбавлена поверхневих вод. Велика частина міст і великих населених пунктів використовує підземні води річкових алювіальних долин та мезозойсько-кайнозойських западин.
Наукові установи. Наук. дослідження і проектні роботи в галузі геології і гірн. справи проводяться в ін-ті геології і гірничорудної промисловості (Улан-Батор, з 1974), в ін-ті паливно-енергетич. промисловості (Улан-Батор, з 1974) і в Геол. ін-ті АН Монголії (Улан-Батор, з 1966).

## Підготовка кадрів для гірн. промисловості і геол. служби
Підготовка кадрів для гірн. промисловості і геол. служби здійснюється в Улан-Баторському політехн. ін-ті (з 1963), Дарханському політехнікумі (з 1958). Результати досліджень друкуються в квартальному віснику Мін-ва геології і гірничорудної промисловості М., ж-лі «Хайгуулчин» («Розвідник»), який видається з 1973, і в тематичних збірниках Геол. ін-ту АН М.